# Leonas de Ponce 2013
Questa voce raccoglie le informazioni riguardanti le Leonas de Ponce nella stagione 2013.

## Stagione
La stagione 2013 vede le Leonas de Ponce guidate ancora da José Mieles. Per quanto riguarda la squadra, oltre al ritorno della capitana Natalia Valentín dal prestito alla Lancheras de Cataño per la Coppa del Mondo 2012, si segnalano sette ingaggi, tra i quali spiccano quelli delle straniere Lola Arslanbekova, Jasmine Norton e Gina Mancuso, nonché della giovane portoricana Janeliss Torres, tutte provenienti dalle università statunitensi; in uscita vi sono invece cinque giocatrici, tra cui il terzetto di straniere composto da Meagan Ganzer, Kelsey Black e Airial Salvo.
La stagione regolare si apre il 23 gennaio con un netto successo sulle Criollas de Caguas, al quale seguono altre cinque vittorie consecutive, che consentono alle Leonas di restare imbattute fino al metà febbraio, quando cadono contro le Vaqueras de Bayamón. Nei restanti incontri del mese di febbraio la squadra alterna due vittorie ad altrettante sconfitte. Il mese di marzo viene invece inaugurato con tre vittorie consecutive, interrotte dalla sconfitta interna contro le Gigantes de Carolina ed una nuova battuta d'arresto contro le Vaqueras; a questi risultati segue un nuovo filotto di quattro successi consecutivi, sfruttando perfettamente il fattore campo, per poi chiudere la regular season con due sconfitte, subite dalle Criollas de Caguas e dalle Indias de Mayagüez.
Con 36 punti, frutto di 14 vittorie ed 8 sconfitte, le Leonas accedono a play-off scudetto come testa di serie numero 2. Inserite nel Girone B dei quarti di finale, affrontano le Criollas, le Mets de Guaynabo e le Orientales de Humacao, raccogliendo quattro vittorie e classificandosi alle semifinali. Nella serie di semifinale affrontano le Pinkin de Corozal, riuscendo tuttavia ad imporsi solo nel match casalingo di gara 3, venendo così eliminate in cinque giochi.
Tra le giocatrici è particolarmente positiva la stagione di Natalia Valentín, premiata come MVP dello All-Star Game e della Regular season, come miglior palleggiatrice ed inserita nello All-Star Team, insieme a Gina Mancuso.

## Organigramma societario
Area direttiva
- Presidente: César Trabanco

Area tecnica
- Allenatore: José Mieles

## Rosa
| N° | Nome                  | Ruolo | Data di nascita   | Nazionalità sportiva |
| -- | --------------------- | ----- | ----------------- | -------------------- |
| 1  | Natalia Valentín      | P     | 12 settembre 1989 | Porto Rico           |
| 3  | Lola Arslanbekova     | S     | 10 agosto 1990    | Uzbekistan           |
| 4  | Valeria González      | L     | 15 settembre 1988 | Porto Rico           |
| 5  | Jasmine Norton        | S     | 28 maggio 1991    | Stati Uniti          |
| 6  | Yormarie Rosado       | S/O   | 16 novembre 1992  | Porto Rico           |
| 7  | Tamara Ramírez        | S     |                   | Porto Rico           |
| 8  | Gina Mancuso          | S     | 31 maggio 1991    | Stati Uniti          |
| 9  | Stephanie de la Matta | P     | 17 dicembre 1992  | Porto Rico           |
| 11 | Legna Hernández       | L     | 18 luglio 1991    | Porto Rico           |
| 12 | Janeliss Torres       | C     | 9 luglio 1991     | Porto Rico           |
| 13 | Sol González          | C     | 13 gennaio 1990   | Porto Rico           |
| 14 | Gyselis Irizarry      | C     | 20 dicembre 1992  | Porto Rico           |
| 17 | Ana Rosa Luna         | C     | 16 marzo 1989     | Porto Rico           |

## Mercato
| Acquisti | Acquisti              | Acquisti            | Acquisti      |
| R.       | Nome                  | da                  | Modalità      |
| -------- | --------------------- | ------------------- | ------------- |
| P        | Natalia Valentín      | Lancheras de Cataño | fine prestito |
| S        | Lola Arslanbekova     | Louisville          | definitivo    |
| S        | Jasmine Norton        | Arkansas            | definitivo    |
| S/O      | Yormarie Rosado       | ?                   | definitivo    |
| S        | Gina Mancuso          | Nebraska            | definitivo    |
| P        | Stephanie de la Matta | ?                   | definitivo    |
| C        | Janeliss Torres       | Arkansas            | definitivo    |
| C        | Sol González          | Inattiva            | definitivo    |

| Cessioni | Cessioni         | Cessioni           | Cessioni   |
| R.       | Nome             | a                  | Modalità   |
| -------- | ---------------- | ------------------ | ---------- |
| L        | Willyaris Flores | -                  | ritirata   |
| C        | Lisette Watts    | Indias de Mayagüez | definitivo |
| S        | Meagan Ganzer    | Tomis Constanța    | definitivo |
| S        | Kelsey Black     | PislaPloki         | definitivo |
| S        | Airial Salvo     | -                  | ritirata   |

## Risultati

### LVSF

#### Regular season
| 23 gennaio 2013 Coliseo Salvador Dijols, Ponce             | Leonas de Ponce       | 3 - 0 | Criollas de Caguas    | 25-23, 25-12, 25-22               |
| 26 gennaio 2013 Coliseo Carmen Zoraida Figueroa, Corozal   | Pinkin de Corozal     | 1 - 3 | Leonas de Ponce       | 25-21, 22-25, 21-25, 19-25        |
| 31 gennaio 2013 Coliseo Salvador Dijols, Ponce             | Leonas de Ponce       | 3 - 1 | Mets de Guaynabo      | 15-25, 28-26, 25-21, 25-22        |
| 5 febbraio 2013 Coliseo Guillermo Angulo, Carolina         | Gigantes de Carolina  | 1 - 3 | Leonas de Ponce       | 25-23, 22-25, 19-25, 20-25        |
| 8 febbraio 2013 Palacio de Recreación y Deportes, Mayagüez | Indias de Mayagüez    | 1 - 3 | Leonas de Ponce       | 15-25, 21-25, 25-17, 21-25        |
| 10 febbraio 2013 Coliseo Municipal Maunabo, Maunabo        | Valencianas de Juncos | 1 - 3 | Leonas de Ponce       | 23-25, 18-25, 25-18, 19-25        |
| 15 febbraio 2013 Coliseo Salvador Dijols, Ponce            | Leonas de Ponce       | 0 - 3 | Vaqueras de Bayamón   | 22-25, 23-25, 13-25               |
| 20 febbraio 2013 Complejo Deportivo Emilio Huyke, Humacao  | Orientales de Humacao | 1 - 3 | Leonas de Ponce       | 25-19, 21-25, 25-23, 25-17        |
| 22 febbraio 2013 Coliseo Cosme Beitia Sálamo, Cataño       | Lancheras de Cataño   | 3 - 1 | Leonas de Ponce       | 25-19, 19-25, 25-19, 25-19        |
| 26 febbraio 2013 Coliseo Salvador Dijols, Ponce            | Leonas de Ponce       | 3 - 1 | Indias de Mayagüez    | 18-25, 25-21, 25-20, 25-23        |
| 28 febbraio 2013 Coliseo Salvador Dijols, Ponce            | Leonas de Ponce       | 2 - 3 | Valencianas de Juncos | 30-28, 27-25, 18-25, 23-25, 15-17 |
| 2 marzo 2013 Coliseo Héctor Solá Bezares, Caguas           | Criollas de Caguas    | 1 - 3 | Leonas de Ponce       | 21-25, 25-22, 19-25, 19-25        |
| 6 marzo 2013 Coliseo Salvador Dijols, Ponce                | Leonas de Ponce       | 3 - 2 | Pinkin de Corozal     | 12-25, 19-25, 25-21, 25-17, 13-15 |
| 9 marzo 2013 Coliseo Mario Morales, Guaynabo               | Mets de Guaynabo      | 1 - 3 | Leonas de Ponce       | 14-25, 18-25, 25-23, 26-28        |
| 13 marzo 2013 Coliseo Salvador Dijols, Ponce               | Leonas de Ponce       | 1 - 3 | Gigantes de Carolina  | 25-19, 17-25, 19-25, 19-25        |
| 15 marzo 2013 Coliseo Rubén Rodríguez, Bayamón             | Vaqueras de Bayamón   | 3 - 1 | Leonas de Ponce       | 25-16, 25-20, 21-25, 27-25        |
| 18 marzo 2013 Coliseo Salvador Dijols, Ponce               | Leonas de Ponce       | 3 - 0 | Lancheras de Cataño   | 25-20, 25-15, 25-16               |
| 21 marzo 2013 Coliseo Salvador Dijols, Ponce               | Leonas de Ponce       | 3 - 1 | Orientales de Humacao | 26-24, 22-25, 25-22, 25-19        |
| 28 marzo 2013 Coliseo Salvador Dijols, Ponce               | Leonas de Ponce       | 3 - 1 | Orientales de Humacao | 22-25, 25-20, 25-23, 25-20        |
| 30 marzo 2013 Coliseo Salvador Dijols, Ponce               | Leonas de Ponce       | 3 - 1 | Valencianas de Juncos | 25-17, 26-24, 21-25, 25-13        |
| 2 aprile 2013 Coliseo Héctor Solá Bezares, Caguas          | Criollas de Caguas    | 3 - 2 | Leonas de Ponce       | 20-25, 25-20, 23-25, 25-19, 15-13 |
| 4 aprile 2013 Palacio de Recreación y Deportes, Mayagüez   | Indias de Mayagüez    | 3 - 1 | Leonas de Ponce       | 22-25, 25-19, 27-25, 25-20        |

#### Play-off
| Quarti di finale (gara 1) - 6 aprile 2013 Coliseo Salvador Dijols, Ponce            | Leonas de Ponce       | 0 - 3 | Orientales de Humacao | 20-25, 23-25, 20-25              |
| Quarti di finale (gara 2) - 8 aprile 2013 Coliseo Héctor Solá Bezares, Caguas       | Criollas de Caguas    | 0 - 3 | Leonas de Ponce       | 19-25, 26-28, 21-25              |
| Quarti di finale (gara 3) - 10 aprile 2013 Coliseo Mario Morales, Guaynabo          | Mets de Guaynabo      | 1 - 3 | Leonas de Ponce       | 25-19, 20-25, 23-25, 22-25       |
| Quarti di finale (gara 4) - 12 aprile 2013 Coliseo Salvador Dijols, Ponce           | Leonas de Ponce       | 3 - 0 | Mets de Guaynabo      | 25-17, 25-22, 25-23              |
| Quarti di finale (gara 5) - 14 aprile 2013 Complejo Deportivo Emilio Huyke, Humacao | Orientales de Humacao | 3 - 2 | Leonas de Ponce       | 16-25, 28-26, 26-28, 25-20, 15-9 |
| Quarti di finale (gara 6) - 16 aprile 2013 Coliseo Salvador Dijols, Ponce           | Leonas de Ponce       | 3 - 1 | Criollas de Caguas    | 17-25, 25-21, 25-18, 25-23       |
| Semifinali (gara 1) - 20 aprile 2013 Coliseo Salvador Dijols, Ponce                 | Leonas de Ponce       | 0 - 3 | Pinkin de Corozal     | 21-25, 21-25, 25-27              |
| Semifinali (gara 2) - 22 aprile 2013 Coliseo Carmen Zoraida Figueroa, Corozal       | Pinkin de Corozal     | 3 - 0 | Leonas de Ponce       | 25-19, 28-26, 25-14              |
| Semifinali (gara 3) - 23 aprile 2013 Coliseo Salvador Dijols, Ponce                 | Leonas de Ponce       | 3 - 1 | Pinkin de Corozal     | 25-22, 25-23, 24-26, 25-20       |
| Semifinali (gara 4) - 26 aprile 2013 Coliseo Carmen Zoraida Figueroa, Corozal       | Pinkin de Corozal     | 3 - 0 | Leonas de Ponce       | 25-22, 25-18, 25-18              |
| Semifinali (gara 5) - 28 aprile 2013 Coliseo Salvador Dijols, Ponce                 | Leonas de Ponce       | 0 - 3 | Pinkin de Corozal     | 21-25, 8-25, 14-25               |

## Statistiche

### Statistiche di squadra
| Competizione | Punti | In casa | In casa | In casa | In trasferta | In trasferta | In trasferta | Totale | Totale | Totale |
| Competizione | Punti | G       | V       | P       | G            | V            | P            | G      | V      | P      |
| ------------ | ----- | ------- | ------- | ------- | ------------ | ------------ | ------------ | ------ | ------ | ------ |
| LVSF         | 36    | 17      | 11      | 6       | 16           | 9            | 7            | 33     | 20     | 13     |
| Totale       | -     | 17      | 11      | 6       | 16           | 9            | 7            | 33     | 20     | 13     |

G = partite giocate; V = partite vinte; P = partite perse